# Sasbachwalden
Sasbachwalden es un municipio alemán en el distrito de Ortenau, Baden-Wurtemberg. Está ubicado en la ladera occidental del monte Hornisgrinde.

## Puntos de interés
- Ruina del castillo de Hohenrode, construido a mediados del siglo XI[3]
- Cascadas de Gaishöll en una barranca cerca de Sasbachwalden[4]